# (4057) Démophon
(4057) Démophon, désignation internationale (4057) Demophon, est un astéroïde troyen jovien.

## Description
(4057) Démophon est un astéroïde troyen jovien, camp grec, c'est-à-dire situé au point de Lagrange L4 du système Soleil-Jupiter. Il présente une orbite caractérisée par un demi-grand axe de 5,262 UA, une excentricité de 0,118 et une inclinaison de 2,9° par rapport à l'écliptique.
Il est nommé en référence au personnage de la mythologie grecque Démophon, acteur du conflit légendaire de la guerre de Troie.

## Compléments